# صمغ زانتان
صمغ زانتان (نام علمی: xanthan gum) یک قندی برون‌سلولی است که توسط گونه‌های مختلف زانتوموناس تولید می‌شود. 
صمغ زانتان نخستین نسل جدید چندقندی برون‌سلولی در علم زیست‌فناوری است که توسط
چندین ریزاندامگان مانند باکتری زانتوموناس کمپستریس (campestris Xanthomonas ) تولید می‌شود.

## اجزای آن
واحدهای سازنده این صمغ، گلوکز، مانوز و دی-گلوکورونیک اسید هستند. این صمغ، با وجودِ داشتنِ وزن مولکولی بالا، به سادگی در آب سرد و گرم حل می‌شود و حتی در مقادیر کم، محلول بسیار غلیظ تولید می‌کند. دراثرِ بهم‌زدن، از گرانرویی آن کاسته می‌شود. تغییرات PH پی‌اچ، اثر چندانی بر روی آن ندارد. 

## کاربرد
این صمغ در صنایع بسیاری از جمله شیمی صنایع غذایی، فراورده‌های نفتی و مواد آرایشی کاربرد دارد. این صمغ در انواع مختلفی از نوشابه‌ها، کنسروها و مواد غذایی منجمد مورد استفاده قرار می‌گیرد.